# Catenaria

La catenaria per diversi valori del parametro a

In matematica, la catenaria è una particolare curva piana iperbolica, il cui andamento è quello caratteristico di una fune omogenea, flessibile e non estensibile, i cui due estremi siano vincolati e che sia lasciata pendere, soggetta soltanto al proprio peso.
L'equazione della catenaria può essere espressa matematicamente tramite il coseno iperbolico:
{\displaystyle y=a\cosh \left({x \over a}\right)={a}\left({\frac {e^{x/a}+e^{-x/a}}{2}}\right).}

## Storia
Il primo a esaminare la catenaria fu Galileo nel 1638.
Nella seconda giornata di Discorsi e dimostrazioni intorno a due nuove scienze egli sembrò erroneamente assumere che la forma di una fune appesa per i suoi estremi e sotto la forza di gravità fosse una parabola . Nonostante molti storici parlino di "errore di Galileo", nella quarta giornata dello stesso dialogo, egli chiarisce inequivocabilmente che la distinzione tra catenaria e parabola gli era chiara: " la corda così tesa, e poco o molto tirata, si piega in linee, le quali assai si avvicinano alle paraboliche: e la similitudine è tanta, che [...] vedrete, allentando più o meno la detta catenuzza, incurvarsi e adattarsi alla medesima parabola, e tale adattamento tanto più esser preciso, quanto la segnata parabola sarà men curva, cioè più distesa; sì che nelle parabole descritte con elevazioni sotto a i gr. 45, la catenella camina quasi ad unguem sopra la parabola".
Nel 1669 Joachim Jungius dimostrò che la curva in questione non era una parabola e, nel 1691, Huygens, Leibniz e i fratelli Bernoulli, dimostrarono che questa curva era una curva non algebrica, e fu battezzata “catenaria” dallo stesso Huygens.
La curva, detta anche funicolare o velaria, fu studiata anche da Eulero, il quale dimostrò nel 1744 che la sua rotazione attorno all'asse delle ascisse genera una superficie minima, che prese il nome di catenoide.

## In ingegneria e in architettura

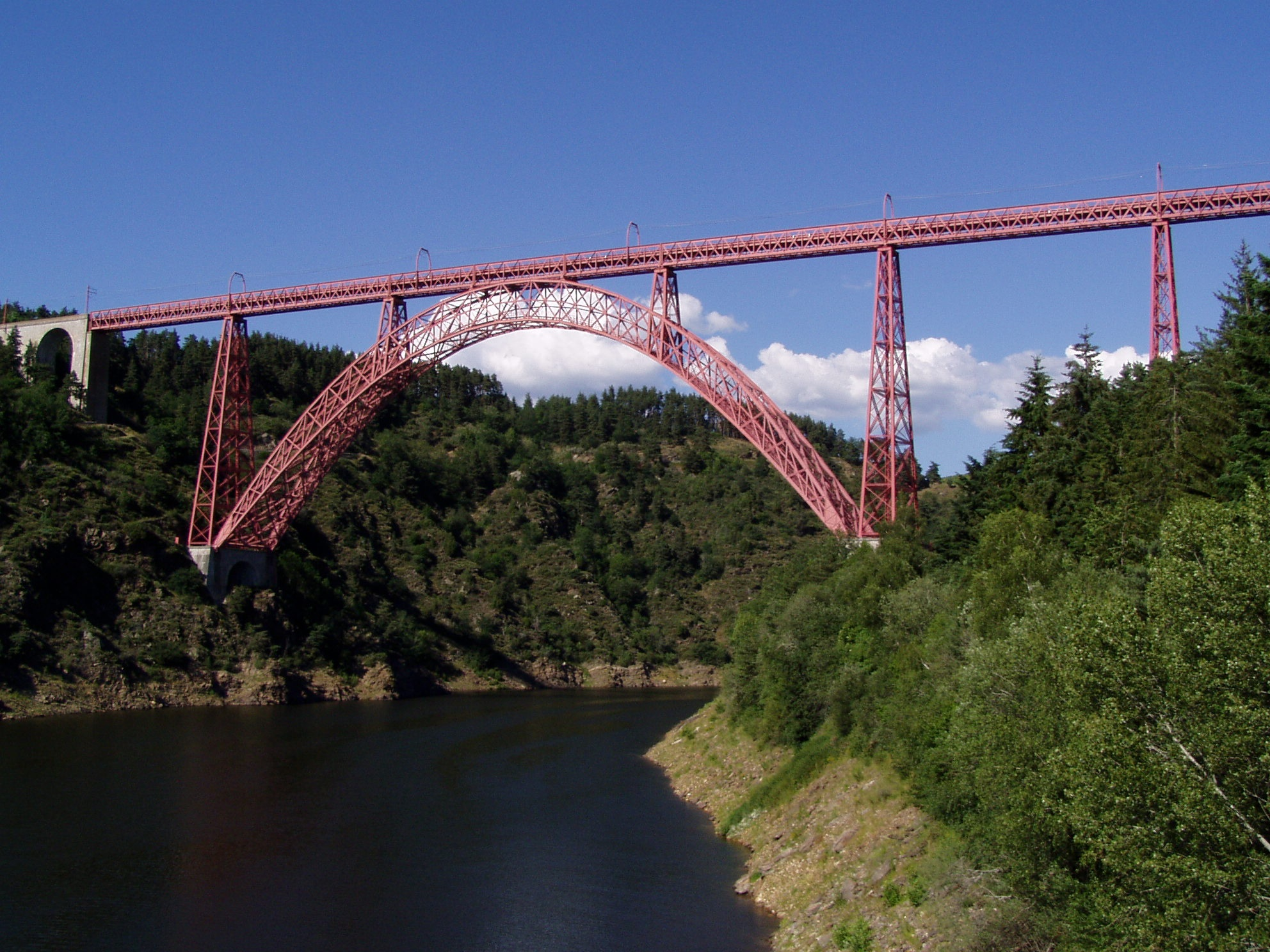
Il ponte ferroviario Garabit, progettato da Gustave Eiffel è sostenuto da una catenaria riflessa

In considerazione del fatto che una catenaria ha la proprietà di avere in ogni suo punto una distribuzione uniforme del suo peso totale, questo tipo di curva è stata spesso utilizzata per realizzare manufatti e strutture architettoniche. Le strutture realizzate secondo tale curva subiscono soltanto sforzi a trazione, come le funi di sostegno nei ponti sospesi, oppure, in alternativa, a compressione, quando la struttura realizzata ha la forma di una catenaria riflessa rispetto ad una retta orizzontale, come nelle strutture di cupole (per esempio nella cupola di St Paul a Londra progettata da Robert Hooke, negli archi ideati per la prima volta con questa forma da Antoni Gaudí che introdussero l'uso della catenaria in architettura, come nel Gateway Arch a Saint Louis progettato dall'architetto finnico-americano Eero Saarinen e dall'ingegnere strutturale Hannskarl Bandel) e ponti (per esempio nei ponti di Maillart o il viadotto ferroviario del Garabit). Altro esempio di arco catenario è il Ponte Bisantis situato a Catanzaro e studiato dal matematico Nicola Chiriano.

## Nei trasporti
Con il termine catenaria si indica l'insieme di conduttori elettrici da cui alcuni mezzi di trasporto ricevono la corrente elettrica necessaria alla loro alimentazione (il nome deriva evidentemente dalla curva che tali conduttori, sospesi alle due estremità, assumono). Tale prelievo avviene di norma attraverso i trolley e i pantografi.

## Derivazione matematica
Per derivare l'equazione della catenaria costruiamo un modello ad hoc. Supponiamo di avere una catena (o una fune) non estensibile in un campo di forza peso {\displaystyle {\vec {g}}}, che evidentemente rappresenta l'accelerazione di gravità che supponiamo diretta lungo i valori negativi dell'asse {\displaystyle y}. In ogni punto della catena agiranno sia la forza peso sia la tensione dei singoli elementi della catena; imponendo la condizione di equilibrio statico la risultante di tutte le forze lungo la catena deve essere nulla:
{\displaystyle {\vec {0}}={\vec {F}}_{0}+{\vec {g}}\int _{0}^{s}\mathrm {d} s'\lambda (s')+{\vec {\tau }}(s),}
dove {\displaystyle {\vec {F}}_{0}} è la forza che regge la catena agli estremi (equilibrando la forza peso), {\displaystyle \lambda (s)} è la densità lineare della massa lungo la catenaria, e {\displaystyle {\vec {\tau }}(s)} è la tensione nel punto {\displaystyle s}. Presumendo la densità lineare costante in ogni punto, {\displaystyle \lambda (s)=\lambda _{0}} (assumendo dunque la catena come omogenea) e calcolando la derivata rispetto a {\displaystyle s} si ha
{\displaystyle {\vec {0}}=\lambda _{0}{\vec {g}}+{\frac {\mathrm {d} {\vec {\tau }}(s)}{\mathrm {d} s}}.}
Ci interessa il grafico della curva nel piano {\displaystyle (x,y)}, per cui consideriamo le due componenti {\displaystyle x} e {\displaystyle y} della tensione:
{\displaystyle {\frac {\mathrm {d} (\tau \cos {\vartheta })}{\mathrm {d} s}}=0,\qquad \qquad (1)}
{\displaystyle {\frac {\mathrm {d} (\tau \sin {\vartheta })}{\mathrm {d} s}}=\lambda _{0}g,\qquad \qquad (2)}
dove
{\displaystyle \vartheta =\arctan \left({\frac {y_{\tau }}{x_{\tau }}}\right).}
Dall'equazione (1) vediamo che {\displaystyle \tau \cos {\vartheta }=c}, dove {\displaystyle c} è una costante che dipende dalla lunghezza della catena e dalla posizione degli estremi alla quale è appesa , dunque
{\displaystyle \tau ={\frac {c}{\cos {\vartheta }}}.}
E sostituendo nella (2),
{\displaystyle {\frac {\mathrm {d} (\tan {\vartheta })}{\mathrm {d} s}}={\frac {\lambda _{0}g}{c}}.\qquad \qquad (3)}
Sappiamo che {\displaystyle \mathrm {d} s} rappresenta il differenziale dell'ascissa curvilinea nel piano {\displaystyle (x,y)}, e si può esprimere come
{\displaystyle \mathrm {d} s={\sqrt {1+\left({\frac {\mathrm {d} y}{\mathrm {d} x}}\right)^{2}}}\mathrm {d} x}
e si ottiene dunque l'equazione differenziale
{\displaystyle y''={\frac {\lambda _{0}g}{c}}{\sqrt {1+(y')^{2}}}.\qquad \qquad (4)}
Si trova {\displaystyle ds} dalla (3) si ottiene
{\displaystyle ds=d(\tan \vartheta ){\frac {c}{\lambda _{0}g}}}
Si sostituisca tale espressione nell'equazione differenziale dell'ascissa curvilinea
{\displaystyle d(\tan \vartheta ){\frac {c}{\lambda _{0}g}}={\sqrt {1+\left({\frac {dy}{dx}}\right)^{2}}}dx.}
Il rapporto si può portare al secondo membro, portiamo poi {\displaystyle dx} a primo membro si ottiene
{\displaystyle {\frac {d(\tan \vartheta )}{dx}}={\frac {\lambda _{0}g}{c}}{\sqrt {1+\left({\frac {dy}{dx}}\right)^{2}}}.}
Prima di tutto sappiamo che {\displaystyle y'={\frac {dy}{dx}}}, poi il vettore tensione è tangente alla curva, l'angolo che esso forma con l'asse orizzontale è {\displaystyle \vartheta }, questo è quindi anche l'angolo della tangente alla curva nel punto, significa quindi che
{\displaystyle y'=\tan \vartheta .}
Derivando rispetto alla {\displaystyle x} otteniamo
{\displaystyle y''={\frac {d(\tan \vartheta )}{dx}}.}
Sostituendo le espressioni otteniamo infine l'equazione differenziale sopra.
La soluzione con un paio di sostituzioni fa intuire un coseno iperbolico, e in forma esplicita è
{\displaystyle y(x)={\frac {c}{\lambda _{0}g}}\cosh {\left({\frac {\lambda _{0}g}{c}}x+\alpha \right)}+\beta ,}
dove {\displaystyle \alpha } e {\displaystyle \beta } sono le due costanti di integrazione.
Si effettui la seguente sostituzione
{\displaystyle z=y'}
Di conseguenza
{\displaystyle z'=y''}
Otteniamo
{\displaystyle z'={\frac {\lambda _{0}g}{c}}{\sqrt {1+z^{2}}}}
Esprimiamo le derivate con la forma differenziale in modo da separare le variabili
{\displaystyle {\frac {dz}{dx}}={\frac {\lambda _{0}g}{c}}{\sqrt {1+z^{2}}}.}
Portiamo il {\displaystyle dx} a secondo membro e tutta la radice a primo membro, otteniamo
{\displaystyle {\frac {dz}{\sqrt {1+z^{2}}}}={\frac {\lambda _{0}g}{c}}dx}
Integrando si ottiene
{\displaystyle {\mbox{arsinh}}(z)+c_{1}={\frac {\lambda _{0}g}{c}}x+c_{2}}
che diventa
{\displaystyle {\mbox{arsinh}}(z)={\frac {\lambda _{0}g}{c}}x+c_{2}-c_{1}={\frac {\lambda _{0}g}{c}}x+\alpha .}
Applichiamo poi la formula inversa di {\displaystyle {\mbox{arsinh}}(z)}, otteniamo
{\displaystyle z=\sinh \left({\frac {\lambda _{0}g}{c}}x+\alpha \right).}
Sostituiamo infine di nuovo {\displaystyle z}, otteniamo
{\displaystyle y'=\sinh \left({\frac {\lambda _{0}g}{c}}x+\alpha \right).}
Integrando ancora si ottiene la formula sopra.
È interessante notare che la catena prenderà la forma di una catenaria anche quando gli estremi siano ad altezze diverse, infatti non abbiamo fatto alcuna ipotesi su di essi.

### Il parametroa
La catenaria generica può essere scritta come: {\displaystyle f(x)=a\cosh {\left({\frac {x}{a}}\right)}}.
Per trovare il parametro {\displaystyle a}, noti gli estremi a cui è appesa la catena {\displaystyle x_{0}} e {\displaystyle x_{f}} e la lunghezza della curva, si calcola prima quest'ultima usando la seguente  formula:
{\displaystyle \int _{x_{0}}^{x_{f}}{\sqrt {1+|f'(x)|^{2}}}dx,}
{\displaystyle f'(x)=\sinh \left({\frac {x}{a}}\right)}
{\displaystyle \int _{x_{0}}^{x_{f}}{\sqrt {1+|f'(x)|^{2}}}dx\ =\int _{x_{0}}^{x_{f}}{\sqrt {1+\sinh ^{2}\left({\frac {x}{a}}\right)}}dx}
Grazie all'identità delle funzioni iperboliche possiamo scrivere:
{\displaystyle \int _{x_{0}}^{x_{f}}\cosh \left({\frac {x}{a}}\right)dx\ =\left[a\sinh \left({\frac {x}{a}}\right)\right]_{x_{0}}^{x_{f}}}
e si ottiene dunque:
{\displaystyle L=a\left(\sinh \left({\frac {x_{f}}{a}}\right)-\sinh \left({\frac {x_{0}}{a}}\right)\right),}
dove {\displaystyle L} è la lunghezza della catena. Si può quindi definire {\displaystyle a} come lo zero della funzione:
{\displaystyle y(\alpha )=\alpha \left(\sinh \left({\frac {x_{f}}{\alpha }}\right)-\sinh \left({\frac {x_{0}}{\alpha }}\right)\right)-L}
che si può calcolare numericamente utilizzando gli algoritmi per il calcolo di uno zero di una funzione.